# 楊九畹
楊九畹（1783年—1842年），字余田，號蘭畬，浙江慈谿（今慈溪）人。清朝官員。
楊九畹為明代狀元杨守勤的族孫。嘉慶二十四年（1819年）己卯恩科一甲第二名進士（榜眼）。授翰林院編修。歷官監察御史，官至廣東南韶連道。

## 外部連結
- 杨九畹：慈城唯一的榜眼[永久] 寧波江北網